# 王东华 (1961年)
王东华（1961年1月—），男，山东济阳人，中华人民共和国政治人物、外交官。

## 生平
1985年，进入中华人民共和国外交部工作，先后在外交部非洲司、驻肯尼亚大使馆、外交部国际司、外交部驻香港特派员公署、外交部驻澳门特派员公署任职。2000年，任常驻联合国代表团参赞。2003年，任外交部副司级干部。2004年，任外交部新闻司副司长。2007年，挂职中共陕西省安康市市委常委、市人民政府副市长。2009年8月，出任中华人民共和国驻孟买总领事。2010年10月，出任中华人民共和国驻汤加王国特命全权大使。2013年年底回国后，任外交部办公厅副主任。2016年7月，不再担任外交部办公厅副主任，调任中央纪委驻外交部纪检组副组长。2018年，任外交部正司级干部。同年8月，出任中华人民共和国驻旧金山总领事，大使衔。